# San Michele di Ganzaria
San Michele di Ganzaria ist eine Stadt der Metropolitanstadt Catania in der Region Sizilien in Italien mit 2846 Einwohnern (Stand 31. Dezember 2023).

## Lage und Daten
San Michele di Ganzaria liegt 80 km südwestlich von Catania. Die Einwohner arbeiten hauptsächlich in der Landwirtschaft.
Die Nachbargemeinden sind Caltagirone, Mazzarino (CL), Piazza Armerina (EN) und San Cono.
Der Bürgermeister seit dem 9. Mai 2012 ist Giovanni Petta.

## Geschichte
Der Ort entwickelte sich um die Kirche San Michele aus dem 12. Jahrhundert.

## Sehenswürdigkeiten
- Kirche San Michele aus dem 12. Jahrhundert
- Rathaus aus dem 19. Jahrhundert

## Städtepartnerschaft
2019 wurde eine Partnerschaft mit Giengen an der Brenz geschlossen, wo seit den 50er und 60er Jahren zahlreiche "Gastarbeiter" aus San Michele eine neue Heimat gefunden haben.